# A St. Louis Blues játékosainak listája
Ez a lista tartalmazza a National Hockey League-ben szereplő St. Louis Blues csapatában legalább egy mérkőzésen pályára lépett játékosokat 1967 óta.

Tartalom: 
| Ábécé szerinti tartalomjegyzék                      |
| --------------------------------------------------- |
| A B C D E F G H I J K L M N O P Q R S T U V W X Y Z |

## A
- Bruce Affleck,
- Jake Allen,
- Glenn Anderson,
- Perry Anderson,
- Ron Anderson,
- Lou Angotti,
- Al Arbour,
- John Arbour,
- Jason Arnott,
- Blair Atcheynum,
- Ron Attwell,
- Don Awrey,

## B
- Mitch Babin,
- Wayne Babych,
- Jason Bacashihua,
- David Backes,
- Christian Bäckman,
- Garnet Bailey,
- Bill Baker,
- Murray Baron,
- Normand Baron,
- Dave Barr,
- Tom Barrasso,
- Ľuboš Bartečko,
- Bob Bassen,
- Jeff Batters,
- Norm Beaudin,
- Chris Beckford-Tseu,
- Ed Beers,
- Derek Bekar,
- Yves Bélanger,
- Bruce Bell,
- Curt Bennett,
- Harvey Bennett,
- Brian Benning,
- Gordon Berenson,
- Marc Bergevin,
- Patrik Berglund,
- Eric Boguniecki,
- Chris Bordeleau,
- Jack Borotsik,
- Tim Bothwell,
- André Boudrias,
- Jesse Boulerice,
- Rick Bourbonnais,
- Charlie Bourgeois,
- Rick Bowness,
- Brad Boyes,
- Steve Bozek,
- Philippe Bozon,
- Curt Brackenbury,
- Fred Brathwaite,
- Carl Brewer,
- Eric Brewer,
- Aris Brimanis,
- Rod Brind'Amour,
- Gord Brooks,
- Paul Broten,
- Jeff Brown,
- Jack Brownschidle,
- David Bruce,
- Ron Buchanan,
- Mike Bullard,
- Valeri Bure,
- Garth Butcher,
- Jerry Butler,
- Gordon Buynak,

## C
- Petr Čajánek,
- Don Caley,
- Craig Cameron,
- Jim Campbell,
- Scott Campbell,
- Guy Carbonneau,
- Claude Cardin,
- Jim Carey,
- Jack Carlson,
- Kent Carlson,
- Jacques Caron,
- Gene Carr,
- Jon Casey,
- Gino Cavallini,
- Paul Cavallini,
- Blair Chapman,
- Kelly Chase,
- Denis Chassé,
- Vlagyimir Csebaturkin,
- Guy Chouinard,
- Dave Christian,
- Dale Clarke,
- Carlo Colaiacovo,
- Ian Cole,
- Bill Collins,
- Bob Collyard,
- Ty Conklin,
- Wayne Connelly,
- Craig Conroy,
- Daniel Corso,
- Shayne Corson,
- Geoff Courtnall,
- Bruce Cowick,
- Craig Coxe,
- Adam Cracknell,
- Bob Crawford,
- Adam Creighton,
- Terry Crisp,
- Brandon Crombeen,
- Mike Crombeen,
- Doug Crossman,
- Tony Currie,
- Paul Curtis,
- Denis Cyr,

## D
- Matt D'Agostini,
- Jean-Jacques Daigneault,
- Kevin Dallman,
- Mike Danton,
- Mike Dark,
- John Davidson,
- Stefan Della Rovere,
- Gilbert Delorme,
- Ab DeMarco,
- Pavol Demitra,
- Norm Dennis,
- Robert Dirk,
- Jon DiSalvatore,
- Reinhard Divis,
- Ted Donato,
- André Doré,
- Aaron Downey,
- Dallas Drake,
- Nicholas Drazenovic,
- Steve Dubinsky,
- Steve Duchesne,
- Luc Dufour,
- Steve Durbano,
- Blake Dunlop,
- Denis Dupere,
- André Dupont,
- Steve Durbano,
- Radek Dvořák,

## E
- Dallas Eakins,
- Mike Eastwood,
- Tim Ecclestone,
- Darryl Edestrand,
- Gary Edwards,
- Jack Egers,
- Todd Elik,
- Lars Eller,
- Dave Ellett,
- Kari Eloranta,
- Nelson Emerson,
- Chris Evans,
- Doug Evans,
- Shawn Evans,
- Todd Ewen,

## F
- Bill Fairbairn,
- Cade Fairchild,
- Glen Featherstone,
- Bernie Federko,
- Denny Felsner,
- Ray Ferraro,
- Jeff Finley,
- Rory Fitzpatrick,
- Ron Flockhart,
- Connie Forey,
- Ray Fortin,
- Len Frig,
- Grant Fuhr,

## G
- Simon Gamache,
- Perry Ganchar,
- Dave Gardner,
- Bob Gassoff,
- Barry Gibbs,
- Greg Gilbert,
- Stan Gilbertson,
- Curt Giles,
- Todd Gill,
- Doug Gilmour,
- Gaston Gingras,
- Larry Giroux,
- Mike Glumac,
- Phil Goyette,
- Jevgenyij Gracsev
- Doug Grant,
- Gilles Gratton,
- Terry Gray,
- Wayne Gretzky,
- Bill Guerin,
- Alekszej Guszarov,

## H
- Jaroslav Halak,
- Glenn Hall,
- Jean Hamel,
- Chuck Hamilton,
- Inge Hammarström,
- Ron Handy,
- Michal Handzuš,
- Glen Hanlon,
- Richie Hansen,
- Nick Harbaruk,
- Scott Harlow,
- Terry Harper,
- Ted Harris,
- Gerry Hart,
- Doug Harvey,
- Alekszandr Havanov,
- Dale Hawerchuk,
- Guy Hebert,
- Jochen Hecht,
- Bret Hedican,
- Jeff Heerema,
- Rick Heinz,
- Bryan Helmer,
- Colin Hemingway,
- Camille Henry,
- T. J. Hensick,
- Bob Hess,
- Pat Hickey,
- Sean Hill,
- Dan Hinote,
- Jurij Hmiljov,
- Jeff Hoggan,
- Terry Hollinger,
- Gary Holt,
- Ron Hoover,
- Larry Hornung,
- Bill Houlder,
- Phil Housley,
- Dave Hrechkosy,
- Jim Hrivnak,
- Tony Hrkac,
- Fran Huck,
- Fred Hucul,
- Charlie Huddy,
- Mike Hudson,
- Brent Hughes,
- Pat Hughes,
- Brett Hull,
- Mark Hunter,
- Kent Huskins,

## I
- Robbie Irons,
- Ted Irvine,

## J
- Pat Jablonski,
- Barret Jackman,
- Craig Janney,
- Cam Janssen,
- Dmitrij Jaškin
- Jaroslav Jiřík,
- Bob Johnson,
- Brent Johnson,
- Craig Johnson,
- Erik Johnson,
- Mark Johnson,
- Mike Johnson,
- Ryan Johnson,
- Terry Johnson,
- Ed Johnston,
- Curtis Joseph,

## K
- Gordon Kannegiesser,
- Vitalj Karamnov,
- Paul Kariya,
- Alekszej Kaszatonov,
- Ed Kea,
- Mike Keane,
- Larry Keenan,
- Bob Kelly,
- Chris Kenady,
- Darin Kimble,
- Dwayne King,
- Derek King,
- Ralph Klassen,
- Fred Knipscheer,
- Tom Koivisto,
- Neil Komadoski,
- Igor Koroljev,
- Igor Kravcsuk,
- Murray Kuntz,

## L
- Neil LaBatte,
- Nathan LaFayette,
- Roger Lafreniere,
- Patrick Lalime,
- Mike Lalor,
- Dick Lamby,
- Mike Lampman,
- Jamie Langenbrunner,
- Daniel Laperrière,
- Ian Laperrière,
- Guy Lapointe,
- Rick Lapointe,
- Michel Larocque,
- Claude Larose,
- Don Laurence,
- Kevin LaVallee,
- Brian Lavender,
- Dominic Lavoie,
- Steve Leach,
- Manny Legace,
- Gary Leeman,
- Alain Lemieux,
- Jocelyn Lemieux,
- Craig Levie,
- Doug Lidster,
- Mike Liut,
- Jim Lorentz,
- Reed Low,
- Dave Lowry,
- Bernie Lukowich,

## M
- Shane MacEachern,
- Al MacInnis,
- David Mackey,
- Paul MacLean,
- Bob MacMillan,
- Bernie MacNeil,
- Craig MacTavish,
- Connie Madigan,
- Wayne Maki,
- John Markell,
- Mario Marois,
- Gilles Marotte,
- Jason Marshall,
- Seth Martin,
- Steve Martins,
- Chris Mason,
- Jamie Masters,
- Stephane Matteau,
- Bryan Maxwell,
- Darrell May,
- Jamal Mayers,
- Chris McAlpine,
- Dean McAmmond,
- Jay McClement,
- Bob McCord,
- Bill McCreary Sr.,
- Jim McCrimmon,
- Ab McDonald,
- Andy McDonald,
- Peter McDuffe,
- Jay McKee,
- Tony McKegney,
- Don McKenney,
- Steve McLaren,
- Jamie McLennan,
- Jimmy McLeod,
- Basil McRae,
- Philip McRae,
- Gord McTavish,
- Rick Meagher,
- Scott Mellanby,
- Gerry Melnyk,
- Wayne Merrick,
- Glen Metropolit,
- Joe Micheletti,
- Kevin Miehm,
- Greg Millen,
- Kevin Miller,
- Tomáš Mojžíš,
- Sergio Momesso,
- Hartland Monahan,
- Michel Mongeau,
- Jim Montgomery,
- Dickie Moore,
- George Morrison,
- Joe Mullen,
- Bob Murdoch,
- Joe Murphy,
- Mike Murphy,
- Phil Myre,

## N
- Ladislav Nagy,
- Tyson Nash,
- Ric Nattress,
- Václav Nedomanský,
- Petr Nedvěd,
- Eric Nickulas,
- Ville Nieminen,
- Jim Nill,
- Brian Noonan,
- Robert Nordmark,
- Joe Noris,
- Jeff Norton,
- Craig Norwich,
- Lee Norwood,
- Nyikita Nyikitiny

## O
- Danny O'Shea,
- Kevin O'Shea,
- Adam Oates,
- Jaroslav Obšut,
- Gerry Odrowski,
- Brian Ogilvie,
- Christer Olsson,
- Vladimír Országh,
- Keith Osborne,
- Chris Osgood,
- T. J. Oshie,
- Ted Ouimet,
- Nathan Oystrick

## P
- Doug Palazzari,
- Justin Papineau,
- Rich Parent,
- Michel Parizeau,
- Greg Paslawski,
- Larry Patey,
- Craig Patrick,
- Glenn Patrick,
- Jim Pavese,
- Rob Pearson,
- Scott Pellerin,
- Mike Peluso,
- Joel Perrault,
- David Perron,
- Ricard Persson,
- Róbert Petrovický,
- Jörgen Pettersson,
- Michel Picard,
- Noel Picard,
- Roger Picard,
- Dave Pichette,
- Alex Pietrangelo,
- Rich Pilon,
- Barclay Plager,
- Bill Plager,
- Bob Plager,
- Jacques Plante,
- Pierre Plante,
- Michel Plasse,
- Adrien Plavsic,
- Steve Poapst,
- Shjon Podein,
- Rudy Poeschek,
- Johnny Pohl,
- Roman Polák,
- Greg Polis,
- Jame Pollock,
- Chris Porter,
- Mike Posavad,
- Vitalij Prohorov,
- Chris Pronger,

## Q
- Dan Quinn,
- Stephane Quintal,

## R
- Bruce Racine,
- Herb Raglan,
- Rob Ramage,
- Marty Reasoner,
- Ryan Reaves
- Dick Redmond,
- Mark Reeds,
- Todd Reirden,
- Pascal Rheaume,
- Ken Richardson,
- Terry Richardson,
- Stephane Richer,
- Dave Richter,
- Vincent Riendeau,
- Jamie Rivers,
- Wayne Rivers,
- Andy Roach,
- Phil Roberto,
- David Roberts,
- Gordie Roberts,
- Jim Roberts,
- Rob Robinson,
- Cliff Ronning,
- Bill Root,
- Martin Ručínský,
- Cody Rudkowsky,
- Jason Ruff,
- Darren Rumble,
- Kris Russell,
- Mark Rycroft,

## S
- Gary Sabourin,
- Larry Sacharuk,
- Bryce Salvador,
- Derek Sanderson,
- Curtis Sanford,
- Geoff Sarjeant,
- Glen Sather,
- Brian Savage,
- Kevin Sawyer,
- Dave Scatchard,
- Ron Schock,
- Dwight Schofield,
- Marek Schwarz,
- Jaden Schwartz,
- Rod Seiling,
- Peter Sejna,
- Brit Selby,
- Konsztantyin Szafronov,
- Kevin Shattenkirk,
- Brendan Shanahan,
- Brad Shaw,
- Rick Shinske,
- Jim Shires,
- Timofej Sziszkanov,
- Mike Sillinger,
- Bobby Simpson,
- Reid Simpson,
- Randy Skarda,
- Paul Skidmore,
- Rick Smith,
- Peter Smrek,
- John Smrke,
- Harold Snepsts,
- Vladimír Sobotka,
- Frank Spring,
- Frank St. Marseille,
- Ed Staniowski,
- Myron Stankiewicz,
- Peter Šťastný,
- Yan Stastny,
- Alexander Steen,
- Lee Stempniak,
- Wayne Stephenson,
- Brett Sterling,
- Scott Stevens,
- Bill Stewart,
- Bob Stewart,
- Chris Stewart,
- Ron Stewart,
- Cory Stillman,
- Tyson Strachan,
- Mike Stuart,
- Bob Stumpf,
- Bill Sutherland,
- Brian Sutter,
- Rich Sutter,
- Ron Sutter,
- Ken Sutton,
- Darryl Sydor,

## T
- Jean-Guy Talbot,
- Patrice Tardif,
- Dave Thomlinson,
- Floyd Thomson,
- Esa Tikkanen,
- Tom Tilley,
- Keith Tkachuk,
- Larry Trader,
- Dan Trebil,
- Rob Tudor,
- Darren Turcotte,
- Roman Turek,
- Pierre Turgeon,
- Perry Turnbull,
- Steve Tuttle,
- Tony Twist,

## U
- Garry Unger,

## V
- Mike Van Ryn,
- Szerhij Varlamov,
- Alekszandr Vasziljevszkij,
- Gary Veneruzzo,
- Jim Vesey,
- Alain Vigneault,
- Roman Vopat,

## W
- Steven Wagner,
- Ernie Wakely,
- Matt Walker,
- Bob Wall,
- Mike Walton,
- Rick Wamsley,
- Bryan Watson,
- Jim Watt,
- Mike Weaver,
- Doug Weight,
- Eric Weinrich,
- Jay Wells,
- John Wensink,
- Don Wheldon,
- Rob Whistl,
- Trent Whitfield,
- Doug Wickenheiser,
- Dennis Wideman,
- Warren Williams,
- Bert Wilson,
- Rick Wilson,
- Rik Wilson,
- Ron Wilson,
- Brad Winchester,
- Jeff Woywitka,
- Andy Wozniewski,
- John Wright,

## Y
- Jeremy Yablonski,
- Terry Yake,
- Trent Yawney,
- Harry York,
- Scott Young,

## Z
- Libor Zábranský,
- Joe Zanussi,
- Peter Zezel,
- Mike Zigomanis,
- Rick Zombo,
- Mike Zuke,